# Euroman
Euroman er et dansk månedsmagasin, henvendt til mænd.
Magasinet blev grundlagt i 1992 af Peter Linck og Morten Linck. Oplaget er på 23.655 (Dansk Oplagskontrol, 2. halvår 2008) og bladet har 181.000 læsere månedligt (2020).
Bladets første nummer kom på gaden i marts 1992 og havde den engelske skuespiller Jeremy Irons på forsiden. De første år udkom Euroman hver anden eller tredje måned, men det har siden efteråret 1995 udkommet månedligt. Indholdet kredser om livsstil i bred forstand og med et intellektuelt tilsnit samt portrætter og artikler om aktuelle samfundsforhold, ofte skrevet af kendte journalister. 'Blærerøven' Mads Christensen var i mange år bladets moderedaktør, senere Thomas Bach, derefter Chris Pedersen, efterfulgt af Frederik Lentz Andersen og nuværende er det Kenneth Pihl Nissen der har rollen som moderedaktør.
I de senere år er Euroman udvidet ved også at udkomme dagligt på euroman.dk. Udover artikler producerer de også videoer og podcasts. I december 2018 havde euroman.dk 322.000 månedlige brugere ifølge Dansk Online Index.
Euroman udgives af Euroman Publications A/S, der oprindeligt var et selvstændigt selskab, men som i 2000 blev overtaget af Egmont.
Ansvarshavende chefredaktør er Kristoffer Dahy Ernst.

## Chefredaktører
Denne liste er ufuldstændig; hjælp gerne med at udfylde den.
- 2020-: Kristoffer Dahy Ernst
- 2017-2020: Karl Erik Stougaard
- 2015-2017: Kristoffer Zøllner
- 2013-2015: Kasper Steenbach
- 2012-2013: Jens Vilstrup
- 2000-2012: Mads Lange